# Pellenes ignotus
Espèce
Pellenes ignotus est une espèce d'araignées aranéomorphes de la famille des Salticidae.

## Distribution
Cette espèce est endémique de la province de Hamedan en Iran,. Elle se rencontre vers Hamadan.

## Description
La carapace du mâle holotype mesure 1,96 mm de long sur 1,60 mm et l'abdomen 2,50 mm de long sur 2,00 mm et la carapace de la femelle paratype mesure 2,45 mm de long sur 1,83 mm et l'abdomen 3,13 mm de long sur 2,20 mm.

## Systématique et taxinomie
Cette espèce a été décrite par Logunov en 2023.

## Publication originale
- Logunov, 2023 : « On the jumping spiders (Araneae: Salticidae) from Iran collected by Antoine Senglet (1927–2015). » Arachnology, vol. 19, no 4, p. 732-768.